# 廣瀬ゆい
廣瀬 ゆい（ひろせ ゆい、7月29日 -）は、日本の漫画家。東京都出身。
2012年、『アルティマエース』（角川書店）にて読切『最終兵器お洒落爆弾セフィロス』でデビュー。2015年、『ジャンプスクエア』（集英社）にて『ワンダーラビットガール』で連載デビュー。
絵柄、作風に少女漫画からの影響が見られる。

## 作品リスト

### 連載
- ワンダーラビットガール（『ジャンプスクエア』2015年6月号 - 2017年7月号、集英社、全7巻）

### 読み切り
- 最終兵器お洒落爆弾セフィロス（原作：廣瀬ゆう、アルティマエース、Vol.6） - デビュー作
- 鈴木くんの顔はかっこいい（原作：廣瀬ゆう、アルティマエース、Vol.7）
- 最弱なボクと最強な彼女（原作：廣瀬ゆう、ジャンプSQ.19、Vol.11）
- 不・純情異性援助交際（ジャンプSQ.19、Vol.16）
- グッドバイ・アンデルセン（原作：保木本真也、少年ジャンプ+、2020年6月19日・6月26日）